# Кубок Азербайджана по футболу 2018/2019
Кубок Азербайджана по футболу 2018/2019 (азерб. Azərbaycan Milli Futbol Kuboku 2018/2019) — 27-й розыгрыш ежегодного национального кубка.
Турнир стартовал четырьмя матчами первого раунда 6 декабря 2018 года, в которых представители Премьер-лиги разгромили в гостях своих соперников из Первого дивизиона, не позволив им забить ни одного мяча.
В первых матчах четвертьфинала были зафиксированы минимальные победы «Зиря» над «Сабаилом», который с 33-й минуты играл в меньшинстве, «Габалы» над «Сабахом» и «Карабаха» над «Кешля», а также неожиданная и уверенная (2:0) гостевая победа «Сумгаита» над бакинским «Нефтчи». В ответных встречах «Нефтчи» сумел обыграть в гостях «Сумгаит», что однако не хватило для выхода в полуфинал, «Зиря» и «Габала» вновь оказались сильнее «Сабаила» и «Сабаха» соответственно, «Карабах» свёл свой поединок к ничьей, таким образом с трудом, но всё-таки пройдя в полуфинал.
В первых матчах полуфинала «Габала» сумела одержать победу с минимальным счётом над «Карабахом», а впервые дошедшие до стадии полуфинала национального кубка «Сумгаит» и «Зиря» закончили свой поединок безголевой ничьей. В ответных матчах «Габала» сумела в гостях забить нужный для себя гол в конце матча и вышла в финал благодаря голу, забитому на чужом полю. Благодаря этому показателю финалистом турнира стал и «Сумгаит», но его матч с «Зиря» выдался ещё драматичнее. «Сумгаит» после первого тайма вёл 3:0, но в самой концовке «Зиря» сумела сравнять счёт, что впрочем ей было недостаточно для прохода дальше.
В финале, проходившем 19 мая в Нахичевани, «Габала» забила быстрый гол на 4-й минуте, так и оставшийся единственным в этом поединке. «Габала» таким образом впервые в своей истории выиграла Кубок Азербайджана.

## Первый раунд
| 6 декабря 2018 матч 1 | Ахсу (2)                      | 0:3     | Сабах (1)                                                          | Ахсу                                                              |
| 13:30 AZT (UTC+4)     | Э.Семедов 26' · Ф.Рахимов 54' | (отчёт) | Б.Солтанов 6′ · Квашук 26′ 45+1' · В.Абдуллаев 34' · Э.Гасымов 76′ | Стадион: Городской стадион Ахсу Зрителей: 300 Судья: Kamal Umudlu |

| 6 декабря 2018 матч 2 | Шувелян (2)                                       | 0:3     | Кешля (1)                                                                | Баку                                                   |
| 17:00 AZT (UTC+4)     | Н.Маммедов 49' · K.Мирзалиев 75' · А.Исмайлов 86' | (отчёт) | А.Алекперли 47′ (пен.) · Джавадов 50′ (пен.) · Гидилей 79' · Кленнон 85′ | Стадион: АЗАЛ Арена Зрителей: 200 Судья: Орхан Мамедов |

| 6 декабря 2018 матч 3 | Карадаг (2)                                         | 0:4     | Сумгаит (1)                                                                                      | Баку                                                                               |
| 13:30 AZT (UTC+4)     | Б.Теймуров 26' · И.Абдуллаев 45' · Р.Шахмурадов 45' | (отчёт) | Н.Гурбанов 14′ · С.Ахмедов 29′ · Магомедов 39' · У.Искендеров 69′, 86′ 90+1' · Р.Абдуллазаде 90' | Стадион: Олимпийский спортивный комплекс Локбатан Зрителей: 200 Судья: Алик Юнусов |

| 6 декабря 2018 матч 4 | Кяпаз (2) | 0:4     | Сабаил (1)                                                                     | Гянджа                                                                                  |
| 13:30 AZT (UTC+4)     |           | (отчёт) | Китановски 12′ · Кубемба 39' · А.Гурбанлы 41′ · O.Гурбанлы 62′ · Рамазанов 77′ | Стадион: Гянджинский центральный городской стадион Зрителей: 500 Судья: Ряван Хамзазаде |

## 1/4 финала
| 16 декабря 2018 матч 5 (первый) | Габала (1)          | 1:0     | Сабах (1)    | Габала                                                                      |
| 14:00 AZT (UTC+4)               | Иванович 45′ (авт.) | (отчёт) | Иванович 59' | Стадион: Габалинский городской стадион Зрителей: 150 Судья: Ряван Хамзазаде |

| 20 декабря 2018 матч 5 (ответный) | Сабах (1)                                                                      | 0:1 (0:2 по сумме двух матчей) | Габала (1)                        | Масазыр (село)                                         |
| 16:00 AZT (UTC+4)                 | С.Сейидов 35' · Э.Набиев 39' · В.Абдуллаев 45' · Рамос 53' 83' · Э.Турабов 67' | (отчёт)                        | Жозеф-Монроз 9' · Аденийи 44' 80′ | Стадион: Alinja Arena Зрителей: 400 Судья: Алияр Агаев |

| 16 декабря 2018 матч 6 (первый) | Карабах (1)               | 1:0     | Кешля (1)                                | Баку                                                                                       |
| 19:00 AZT (UTC+4)               | Кинтана 43' · Мамедов 65′ | (отчёт) | Эите 33' · Гулиев 90+4' · С.Ташкын 90+4' | Стадион: Республиканский стадион имени Тофика Бахрамова Зрителей: 400 Судья: Вугар Гасанли |

| 20 декабря 2018 матч 6 (ответный) | Кешля (1)                                 | 1:1 (1:2 по сумме двух матчей) | Карабах (1)                                                                                          | Баку                                               |
| 19:00 AZT (UTC+4)                 | Юнанов 29′ · С.Алхасов 55' · С.Асадов 71' | (отчёт)                        | Мадатов 22' · Садыхов 36' · Аголи 36' · Мичел 48′ 72' · Жезничак 53' 89' · Медведев 62' · Озобич 78' | Стадион: Шафа Зрителей: 600 Судья: Ингилаб Мамедов |

| 15 декабря 2018 матч 7 (первый) | Нефтчи Баку (1)                                          | 0:2     | Сумгаит (1)                                                           | Баку                                                     |
| 19:00 AZT (UTC+4)               | Агаев 26' · Ахундов 72' · Гаджиев 86' · Кривоцюк 86' 88' | (отчёт) | Бабаев 28′ (пен.) · Алиев 45+1' 45+1′ · Дашдемиров 70' · Гусейнов 79' | Стадион: Баксель Арена Зрителей: 1000 Судья: Алияр Агаев |

| 19 декабря 2018 матч 7 (ответный) | Сумгаит (1)                                                                       | 0:1 (2:1 по сумме двух матчей) | Нефтчи Баку (1)                          | Сумгаит                                                          |
| 19:00 AZT (UTC+4)                 | Дашдемиров 23' 85' · Бабаев 33' · Б.Гасанализаде 62' · Гусейнов 84' · Исаев 90+7' | (отчёт)                        | Булудов 28' · Алескеров 43′ · Петров 85' | Стадион: Капитал Банк Арена Зрителей: 1200 Судья: Орхан Маммедов |

| 15 декабря 2018 матч 8 (первый) | Зиря (1)                                 | 1:0     | Сабаил (1)                                            | Баку                                                  |
| 17:00 AZT (UTC+4)               | Дедов 16' · Мурадов 45′ · Скарлатаке 49' | (отчёт) | Китановски 33' · Жаржу 59' · Курбанов 65' · Кочук 86' | Стадион: Далга Арена Зрителей: 200 Судья: Алик Юнусов |

| 19 декабря 2018 матч 8 (ответный) | Сабаил (1)                                                           | 2:3 (2:4 по сумме двух матчей) | Зиря (1)                                                     | Баку                                                     |
| 16:00 AZT (UTC+4)                 | Скарлатаке 3′ (авт.) · Рагимов 71' · Курбанов 83′ · А.Гурбанлы 90+3' | (отчёт)                        | Нагиев 45+2′, 74′ 74' · Тункара 47' · Фарджад-Азад 63′ 90+2' | Стадион: Баил Арена Зрителей: 350 Судья: Ряван Хамзазаде |

## 1/2 финала
| 23 апреля 2019 матч 9 (первый) | Сумгаит (1) | 0:0     | Зиря (1)                   | Сумгаит                                                            |
| 18:30 AZT (UTC+4)              | Мамедов 32' | (отчёт) | Родригес 25' · Тункара 46' | Стадион: Капитал Банк Арена Зрителей: 1,100 Судья: Sabuhi Байрамов |

| 1 мая 2019 матч 9 (ответный) | Зиря (1)                                                                                        | 3:3 (3:3 a по сумме двух матчей) | Сумгаит (1)                                                   | Баку                                |
| 20:00 AZT (UTC+4)            | I.Мурадов 28' · Фарджад-Азад 47′ · Скарлатаке 78' · Родригес 84′ · Хамди 90+1' · Тигруджа 90+4′ | (отчёт)                          | Гусейнов 7' · Бабаеи 20′, 28′, 45′ · Исаев 74' · Дженетов 89' | Стадион: Далга Арена Зрителей: 1000 |

| 23 апреля 2019 матч 10 (первый) | Габала (1)                                                             | 1:0     | Карабах (1)             | Габала                                                                     |
| 16:00 AZT (UTC+4)               | А.Сейдиев 29' · Жозеф-Монроз 39' · Аденийи 72′ · Лиляй 85' · Алиев 87' | (отчёт) | Мадатов 35' · Зубир 84' | Стадион: Габалинский городской стадион Зрителей: 1800 Судья: Вугар Гасанли |

| 1 мая 2019 матч 10 (ответный) | Карабах (1)                                 | 2:1 (2:2 a по сумме двух матчей) | Габала (1)                                                                                           | Баку                                                                                           |
| 17:00 AZT (UTC+4)             | Мадатов 30' · Мичел 37′ 90+5' · Кинтана 58′ | (отчёт)                          | Гусейнов 20' · Станкович 49' · А.Сейдиев 65' · Волкови 82′ · Лиляй 83' · Атакора 85' · Назиров 90+1' | Стадион: Республиканский стадион имени Тофика Бахрамова Зрителей: 2000 Судья: Ингилаб Маммедов |

## Финал
| Габала (1)                                                                | 1:0     | (1) Сумгаит                                             |
| ------------------------------------------------------------------------- | ------- | ------------------------------------------------------- |
| Жозеф-Монроз 3′ 90+5' · Р.Алиев 45' · Назиров 90+2' · Б.Мустафазаде 90+6' | (отчёт) | Нагиев 60' · Набиев 70' · Гусейнов 90+1' · Тагиев 90+5' |